# Bielefeldkomplotten

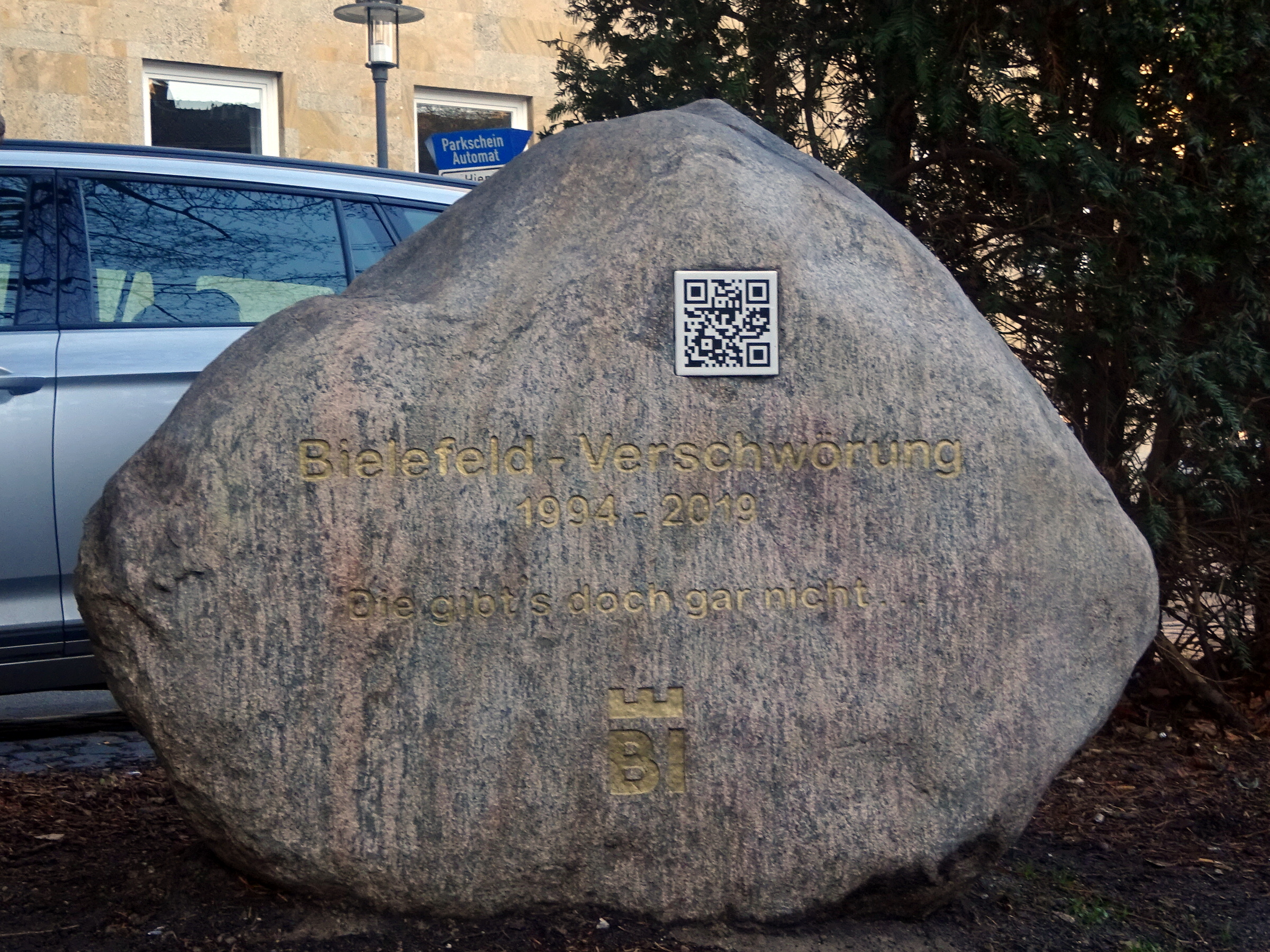
Minnessten för slutet på Bielefeldkomplotten.

Bielefeldkomplotten (tyska die Bielefeld-Verschwörung) är ett stående skämt bland tyska internetanvändare, speciellt på tyska Usenet. Det anses generellt vara mer av en satirisk historia än en bluff eller en vandringssägen.

## Synopsis
Historien går ut på att staden Bielefeld (med en befolkning på 330 000) i tyska förbundslandet Nordrhein-Westfalen egentligen inte existerar. Dess existens är enbart en myt, skapad av en entitet känd som SIE (DE eller DEM), som har konspirerat med myndigheter om att skapa illusionen av stadens existens. 
Teorin ställer tre frågor:
1. Känner du någon från Bielefeld?
2. Har du någonsin varit i Bielefeld?
3. Känner du någon som någonsin har varit i Bielefeld?

Majoriteten av alla människor förväntas svara nej på frågorna; skulle de inte göra det sägs helt enkelt personen, eller dess bekanta, vara del av konspirationen.
Ursprunget till konspirationen och anledningarna till att den skapades är okända. Skämtsamt har det spekulerats i att upphovsmännen kan vara CIA, Mossad eller aliens som använder universitetet i Bielefeld som förvaringsplats för sitt rymdskepp.

## Historia
Konspirationsteorin gjordes tillgänglig i ett inlägg i nyhetsgruppen de.talk.bizarre den 16 maj 1994 av Achim Held som studerade till datoringenjör på Kiels universitet. Därifrån spreds den på internet bland tysktalande och är ännu populär, 16 år senare.
I en TV-intervju på 10-årsdagen för nyhetsgruppsinlägget, deklarerade Held att konspirationen utan tvivel härrörde från hans inlägg som enbart var menat som ett skämt. Enligt Held kom han på idén till konspirationen vid en studentfest när han talade med en hängiven läsare av New age-tidningar.

## Psykologisk bakgrund
Minst fem anledningar till populariteten och spridandet av myten kan identifieras:
- Teorin kan ses som en allusion på konspirationsteoriers popularitet.
- En annan möjlighet är att det är en lek med det typiska konspirationsteoretiska mindset som kan gå ut på att ställa hypotetiska frågor och reagera olika beroende på vad personen som svarar säger. Då anhängare av konspirationsteorier inte får medhåll i sina teorier avfärdar dessa ofta det hela som "hjärntvätt".
- Bielefeld är beläget i mitten på en annars tätbebyggd region i mitten av Tyskland. Staden har få historiska sevärdheter eller byggnader då området utsattes för kraftig bombning under andra världskriget, detta medför att få turistattraktioner eller välkända federala institutioner finns, något som medför att Bielefeld får så gott som ingen medial uppmärksamhet. Detta medför att få tyskar hör nyheter från eller om Bielefeld och kan inte heller komma ihåg att de har mött någon med "Bielefeld-dialekt" eftersom denna inte skiljer sig från standardtyska. Därmed har få tyskar någon mental bild av staden.
- Bielefeld ligger på den viktiga transportleden mellan Ruhrområdet och Berlin, vilket är en av de mest använda vägarna i Tyskland, men denna passerar dock bara utkanten av staden. Bielefelds järnvägsstation ligger i stadens centrum, men genomgick under många år omfattande renovering som blev klar först 2007, vilket gav den en misstänkt provisorisk känsla. Många människor har därmed passerat Bielefeld utan att ha fått någon direkt bild av själva staden som sådan.
- Tack vare ett tekniskt problem så felplacerades Bielefelds satellitbild och gatukarta gentemot varandra på Google Maps hybridvy, vilket gjorde att det mesta av Bielefelds gatukarta hamnade i ett närliggande skogsområde. Detta fel blev åtgärdat i oktober 2006.

## Officiellt svar
Kommunfullmäktige i Bielefeld arbetar hårt för att skapa publicitet för staden och att bygga upp en mental bild av staden. Trots detta så får borgmästarens kontor ännu 15 år senare åtskilliga telefonsamtal och e-postmeddelande varje dag, där stadens existens ifrågasätts.
År 1999, fem år efter att myten började spridas, släppte kommunfullmäktige ett pressmeddelande med titeln Bielefeld gibt es doch! (Bielefeld finns visst!). Pressmeddelandet publicerades dock 1 april 1999, vilket gav konspiratörerna än mer material till sina spekulationer.
Under 2009 startade Bielefeld-Marketing tillsammans med universitetet i Bielefeld inspelningen av en film om staden, en thriller i James Bond-stil om konspirationsteorierna mot staden. Filmen ska ha sin urpremiär i Bielefeld i juni 2010.

## Andra versioner
- I Brasilien är delstaten Acre målet för ett liknande skämt, där samma tre frågor som i Bielefeldkomplotten används för att bevisa att delstaten inte existerar. Skämtet innefattar dock mindre betoning på konspiration.
- I Italien har regionen Molise samma roll som Bielefeld. Eftersom flera politiker, såsom före detta justitieministern Clemente Mastella och tidigare åklagaren Antonio di Pietro, har kommit från Molise, antyds det att de kan vara involverade i konspirationen.
- På Usenet fanns det ett liknande skämt om den amerikanska delstaten North Dakota på 1980-talet. Varianter på detta har spridits på internet, ofta med fokus på mer obskyra stater som Nebraska, Idaho och Wyoming.
- På den sociala nyhetssidan Reddit introducerades 2015 en liknande konspirationsteori som hävdar att Finland inte existerar utan är en myt fabricerad av Japan och Ryssland (och tidigare Sovjetunionen).[5]
- I sin satiriska almanacka, The Areas of My Expertise, hävdar författaren John Hodgman att staden Chicago är en myt.
- Ett flertal moderna internetgemenskaper hävdar att Belgien inte existerar. Detta kommer av ett inlägg på en BBS av Lyle Zapato
- I Storbritannien finns det flera satiriska skämt om att Matlock, Worksop och Northallerton inte existerar.